# Supay
Supay (z keczua: Supay – „cień”) – w mitologii Inków i Ajmarów bóg śmierci i władca podziemnego świata (Uku Pacha).
Współcześnie w niektórych krajach Ameryki Południowej jest utożsamiany z diabłem zamieszkujący piekło.
W Peru, w mieście Puno nad brzegiem jeziora Titicaca, odbywa się festiwal Mamacha Candicha gdzie wykonywany jest taniec Supay’a, a wiele osób przebiera się w specjalny kostium Supay’a. Poza festiwalem odbywają się również występy dla turystów.